# Invorio
Invorio – miejscowość i gmina we Włoszech, w regionie Piemont, w prowincji Novara.
Według danych na rok 2004 gminę zamieszkiwało 3761 osób, 221,2 os./km².